# A Damp Squib
A Damp Squib är Jaffa De Luxe' debut-EP, utgiven 21 februari 2003 på Startracks. Skivan blev bandets första och sista.

## Låtlista
1. "Don't Forget About Raquel" – 3:26
2. "Le Mans" – 2:10
3. "Cacerolaco" – 2:25
4. "A Damp Squib" – 4:45
5. "Padang Padang" – 2:40
6. "El Gallo Negro" – 2:34

## Mottagande
Dagensskiva.com gav betyget 6/10.

### Fotnoter
1. ↑  ”Jaffa De Luxe”. Svensk mediedatabas. http://smdb.kb.se/catalog/search?q=jaffa+de+luxe&x=0&y=0. Läst 3 mars 2012.
2. ↑  Hamberg, Patrik (3 april 2003). ”En för mycket”. Dagensskiva.com. http://dagensskiva.com/2003/04/03/jaffa-de-luxe-a-damp-squib-ep/. Läst 3 mars 2012.